# Messier 86
A Messier 86 (más néven M86, vagy NGC 4406) egy lentikuláris galaxis a Virgo (Szűz) csillagképben.

## Felfedezése
Az M86 galaxist Charles Messier francia csillagász fedezte fel, majd katalogizálta 1781. március 18-án.

## Tudományos adatok
Az M84 a Virgo galaxishalmaz tagja. A galaxis 419 km/s sebességgel közeledik felénk.

## Megfigyelési lehetőség
Könnyen megtalálható, mivel a Denebola (β Leonis) és a Vindemiatrix (ε Virginis) csillagok között éppen félúton fekszik. A Messier 84, NGC 4435, NGC 4438, NGC 4458, NGC 4461, NGC 4473 és NGC 4477 galaxisokkal együtt alkotja a Markarjan-láncot.